# Johann Stoltz
Johann Stoltz, andere Namenskonventionen: Johannes Stolsius, Stoltzius, Stolz oder Stols (* um 1514 in Wittenberg; † 15. Juli 1556 in Weimar) war ein deutscher lutherischer Theologe und thüringischer Reformator.

## Leben und Wirken
Stolz wurde als Sohn eines Sattlers in Wittenberg geboren. Er immatrikulierte sich nach dem Besuch der Schule im Wintersemester 1533/34 an der Universität seiner Geburtsstadt Wittenberg. Nach dem Abschluss seiner Studien als Magister am 18. September 1539, wurde er als Diakon in Jessen ordiniert. Zu dieser Tätigkeit kam er jedoch nicht. Er wurde an den albertinischen Hof in Dresden berufen und übernahm Erziehungsaufgaben beim späteren Kurfürsten August von Sachsen, den er unterrichtete. Als er 1540 zu weiteren Studien wieder an die Universität Wittenberg zurückkehrte, wurde er im Dezember 1543, neben Johannes Aurifaber, für die Professur am Pädagogium der artistischen Fakultät vorgeschlagen, trat am 8. Januar 1544 in den Senat der philosophischen Fakultät ein und erhielt durch Fürsprache des Kurfürsten Johann Friedrich des Großmütigen 1544 die entsprechende Professur. In jener Eigenschaft hatte er im Wintersemester 1545/46 der philosophischen Fakultät als Dekan vorgestanden. Seine Vorlesungen wurden weitestgehend von Philipp Melanchthon beeinflusst.
Durch den Schmalkaldischen Krieg verließ er Wittenberg und wurde am 31. Mai 1547 Hofprediger in Weimar. Hier unterrichtete er die Söhne des einstigen Kurfürsten Johann Friedrich II. des Mittleren, Johann Wilhelm I. und Johann Friedrich III. der Jüngeren. Am Hofe trat er dafür ein, dass die Ordinationen in Weimar stattfanden, und hatte als Hofprediger maßgeblichen Einfluss auf die thüringische Kirchenleitung. Als gefragter Theologe beteiligte sich Stoltz an dem Weimarer Gutachten über das Augsburger Interim und die Leipziger Artikel, welche abgelehnt wurden, und wirkte an den Visitationen mit. 1552 reiste er nach Königsberg, um an den vergeblichen Ausgleichsverhandlungen zum Osiandrischen Streit teilzunehmen, wo er entsprechend Stellung bezog und die Lehre des Osiander ablehnte. 
1554/55 war er an der Kirchenvisitation in Thüringen beteiligt und hatte maßgeblichen Einfluss auf die Herausgabe der Jenaer Lutherausgabe. Postum erschien 1558 eine Refutatio der Lehre Johann Pfeffingers vom freien Willen mit einer Vorrede seines langjährigen Adjunkten und Nachfolgers als Hofprediger, Johannes Aurifaber.